# Norra Jeolla
Norra Jeolla är en provins i sydvästra Sydkorea. Provinsen hade 1 835 932 invånare år 2020. Den administrativa huvudorten är Jeonju. Norra Jeolla bildades 1895, när Jeolla delades i en nordlig och sydlig del.

## Administrativ indelning
Provinsen är uppdelad i sex städer (si) och åtta landskommuner (gun).
| Karta             | Nr           | Namn   | Hangul | Hanja   | Folkmängd 31 dec 2020 |
| ----------------- | ------------ | ------ | ------ | ------- | --------------------- |
|                   |              |        |        |         |                       |
| — Städer —        |              |        |        |         |                       |
| 1                 | Jeonju       | 전주시 | 全州市 | 666 177 |                       |
| 2                 | Iksan        | 익산시 | 益山市 | 286 990 |                       |
| 3                 | Gunsan       | 군산시 | 群山市 | 273 651 |                       |
| 4                 | Jeongeup     | 정읍시 | 井邑市 | 111 239 |                       |
| 5                 | Gimje        | 김제시 | 金堤市 | 84 326  |                       |
| 6                 | Namwon       | 남원시 | 南原市 | 81 615  |                       |
| — Landskommuner — |              |        |        |         |                       |
| 7                 | Wanju-gun    | 완주군 | 完州郡 | 94 835  |                       |
| 8                 | Gochang-gun  | 고창군 | 高敞郡 | 55 424  |                       |
| 9                 | Buan-gun     | 부안군 | 扶安郡 | 52 949  |                       |
| 10                | Sunchang-gun | 순창군 | 淳昌郡 | 28 164  |                       |
| 11                | Imsil-gun    | 임실군 | 任實郡 | 27 604  |                       |
| 12                | Muju-gun     | 무주군 | 茂朱郡 | 24 252  |                       |
| 13                | Jinan-gun    | 진안군 | 鎭安郡 | 25 730  |                       |
| 14                | Jangsu-gun   | 장수군 | 長水郡 | 22 436  |                       |